# 켈스의 서

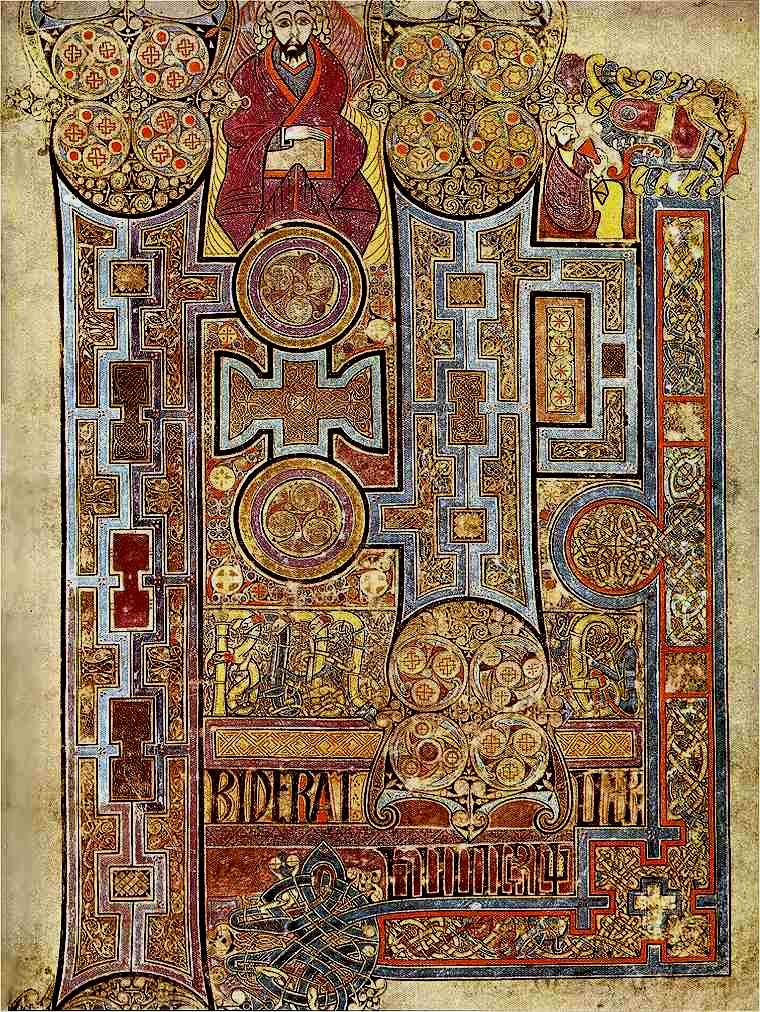
켈스의 서 요한복음

《켈스의 서》(Book of Kells)는 라틴어로 채색된 복음집이다. 서기 800년경에 아일랜드 또는 브리튼 제도의 다른 부분에 위치한 수도원에서 제작된 것으로 믿어진다. 아일랜드의 국보이며 서양 캘리그래피의 최고 걸작 중 하나로 여겨지고 있다.
채식은 기독교의 아이콘(도상) 외에도 사람, 동물이나 전설적인 생물의 그림, 그리고 켈트의 매듭 무늬나 뒤얽힌 패턴으로 구성되어 있다. 이 책은 송아지의 벨럼 가죽으로 만들어졌다. 사본의 필경사는 적어도 3명이었다고 추측된다.
켈스 수도원에서 보관되고 있다가 바이킹이 쳐들어오자 지금의 트리니티 칼리지 대학으로 옮겨졌다.
켈스의 서라고 하는 명칭은 수백년 동안 간직했던 켈스 수도원에서 유래된다. 현재 더블린 트리니티 대학 도서관에서 전시되고 있다.

## 참조
1. ↑  “켈스의 서(書) [Book of Kells]”. 유네스코한국위원회. 2015년 5월 30일에 원본 문서에서 보존된 문서. 2015년 5월 21일에 확인함.
2. ↑  “세계기록유산목록”. 유네스코. 2014년. 2015년 5월 30일에 원본 문서에서 보존된 문서. 2015년 5월 21일에 확인함.